# 16 and pregnant
16 and pregnant är en MTV-sänd realityserie från 2009, skapad av Morgan J. Freeman och Dia Sokol Savage. Serien handlar om gravida flickor som fortfarande går på high school. Varje avsnitt följer en ny tjej från det att hon är runt fjärde månaden, till dess att barnet är några månader.

## Avsnitt

### Säsong 1
| Avs.                | Titel                   | Beskrivning |
| ------------------- | ----------------------- | --- |
| 101                 | Maci                    | Maci är en 16-åring som går första året på High School. I oktober 2008 födde hon en pojke som heter Bentley. Efter att ha haft stora problem med sin fästman Ryan bryter hon förlovningen.             |
| 102                 | Farrah                  | Farrah är en cheerleader från Lova som i februari 2009 föder dottern Sofia. Sofias pappa dog innan födseln i en bilolycka.                                                                             |
| 103                 | Amber                   | Amber kommer ifrån Indiana. Hon och hennes stabila pojkvän upptäcker att de ska få ett barn. Amber föder dottern Leah i november 2008. Amber och hennes pojkvän Gary håller sällan sams efter födseln. |
| 104                 | Ebony                   | Ebony är en 17-åring från Colorado. Ebony föder en dotter, Joselyn, i april 2009. Dottern omhändertogs senare av socialtjänsten.                                                                       |
| 105                 | Whitney                 | Whitney föder en son, Weston, med allvarliga hälsoproblem. |
| 106                 | Catelynn                | Catelynn har varit ihop med sin pojkvän Tyler i 3 år när de märker att hon är gravid. Catelynn och Tyler kom överens om att de inte kunde ta hand om ett barn och adopterade bort det.                 |
| Återträff           | Livet för förlossningen | Samtliga familjer träffas och diskuterar vad som hänt sen kamerorna slutade filma. |
| Inte tidigare visat | Osända stunder          | Alla klipp som inte sändes på tv. |